# Embaixada dos Bonecos Gigantes

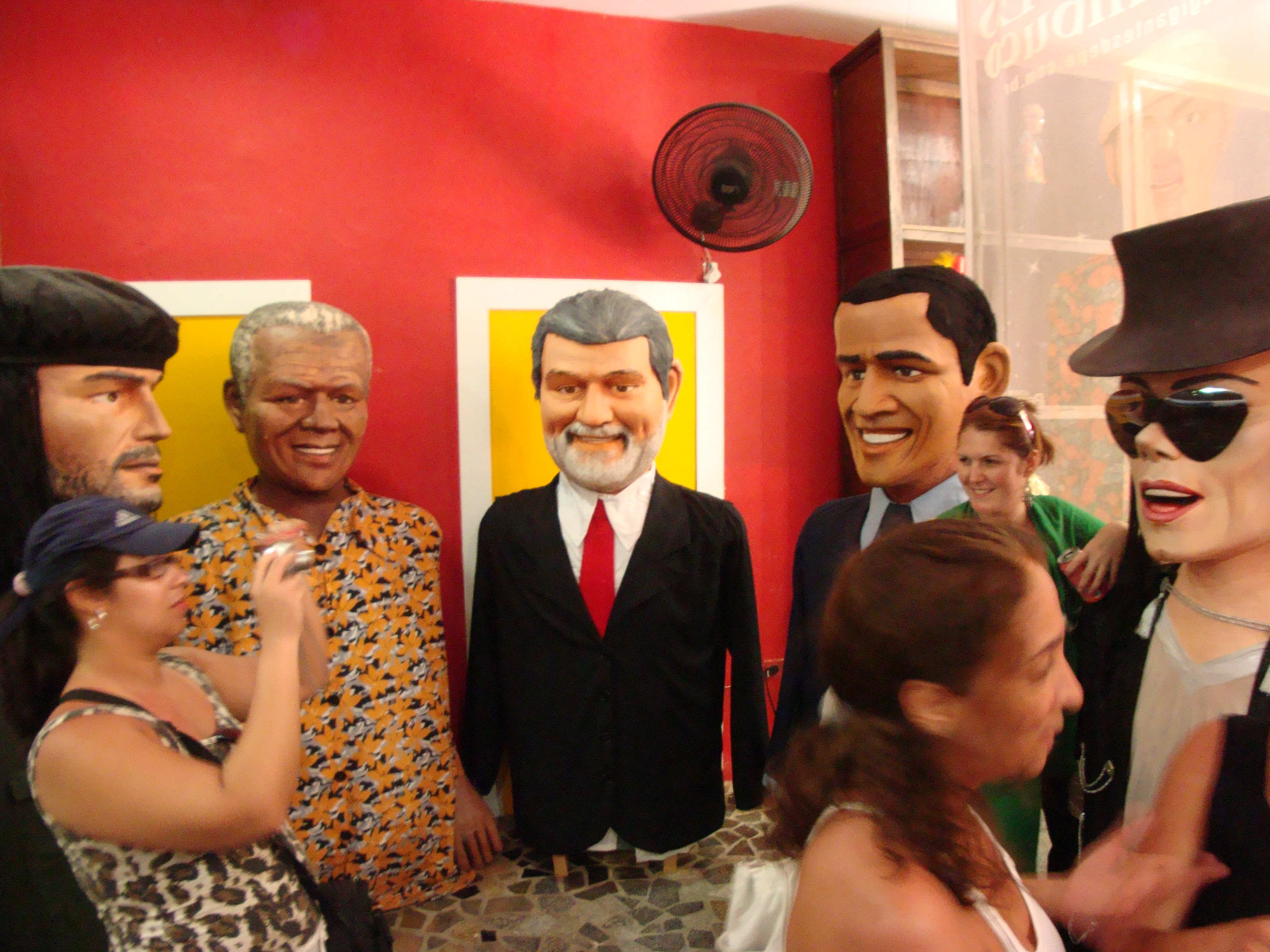
Che Guevara, Nelson Mandela, Luiz Inácio Lula da Silva, Barack Obama e Michael Jackson em versões de bonecos gigantes.

A Embaixada dos Bonecos Gigantes é uma exposição permanente de bonecos gigantes (também conhecidos como "bonecos de Olinda"), alegorias populares do Carnaval de Pernambuco.
O local expõe 30 bonecos gigantes, dentre os 60 existentes, materializando ícones como: Alceu Valença, Michael Jackson, Luiz Inácio Lula da Silva, Barack Obama, Chacrinha, Miguel Arraes, Chico Science, Dominguinhos, Pelé, Ariano Suassuna, Lampião, D. Pedro I, Maurício de Nassau, Zé do Caixão, National Kid, Jair Bolsonaro, entre outros.
A visita é monitorada por uma guia de turismo que expõe a origem da cultura dos bonecos gigantes, além de explicar o processo de confecção e manipulação.